# قرار مجلس الأمن التابع للأمم المتحدة رقم 740
قرار مجلس الأمن التابع للأمم المتحدة رقم 740، المعتمد بالإجماع في 7 فبراير 1992، وبعد أن أعاد المجلس تأكيد القرارات 713 (1991)، و721 (1991)، و724 (1991)، و727 (1992)، ونظر في تقرير قدمه الأمين العام بطرس بطرس غالي، وافق المجلس على خطط لبعثة لحفظ السلام في جمهورية يوغوسلافيا الاتحادية الاشتراكية.
وأعرب المجلس عن رغبته في نشر القوة بعد إزالة "العقبة المتبقية في الطريق"، ودعا القادة الصرب إلى قبول خطة الأمم المتحدة للسلام. وقبل ذلك، قبل الرئيس الكرواتي فرانيو تودجمان الخطة. ووافق أيضا على زيادة لجنة الاتصال العسكرية إلى ما مجموعه 75 ضابطا، بزيادة عن 50 ضابطا.
ودعا القرار جميع الأطراف إلى التعاون مع المؤتمر المعني بيوغوسلافيا من أجل التوصل إلى تسوية ل القضية تتمشى مع مبادئ منظمة الأمن والتعاون في أوروبا، وكذلك إلى جميع الدول لمواصلة مراقبة الحظر المفروض على توريد الأسلحة إلى البلد.

## وصلات خارجية
- نص القرار في undocs.org